# Hascosay
Hascosay es una pequeña isla localizada en el archipiélago de las Shetland, en Escocia. La isla se encuentra ubicada entre las islas de Yell y Fetlar. Hascosay ocupa una superficie de 3 km² y permanece deshabitada desde la década de 1850.
La isla ha sido declarada Zona Especial de Conservación por su hábitat de turberas vírgenes. También alberga una población de nutrias.